# Isabel dos Santos
Isabel dos Santos là một doanh nhân người Angola và là người phụ nữ giàu nhất châu Phi. Bà là con đầu lòng của cựu Tổng thống Angola José Eduardo dos Santos, người cai trị đất nước từ năm 1979 đến 2017. Theo nghiên cứu của Forbes năm 2013, tài sản của bà đạt hơn ba tỷ Đô la Mỹ, trở thành nữ tỉ phú đầu tiên của châu Phi. Một bài báo trên tạp chí Forbes năm 2013 cho rằng Isabel dos Santos có được tài sản khổng lồ bằng cách thừa hưởng cổ phần từ gia đình quyền lực đang sở hữu nhiều tập đoàn ở Angola. Tháng Mười Một năm 2015, BBC đưa Isabel dos Santos vào danh sách một trong 100 phụ nữ ảnh hưởng nhất trên thế giới.

## Gia đình và giáo dục
Isabel dos Santos sinh ra ở Baku, Azerbaijan, con gái lớn của cựu Tổng thống Angola José Eduardo dos Santos và người vợ đầu tiên Tatiana Kukanova (gốc Nga), người mà ông đã gặp trong khi du học ở nước cộng hòa Azerbaijan. Isabel học tại trường nội trú nữ Cobham Hall, Kent. Vào đại học, bà học kỹ thuật điện tại Đại học King ở Luân Đôn. Ở đó, bà gặp người chồng tương lai Sindika Dokolo, con trai một triệu phú đến từ Zaire (Cộng Hòa Dân chủ Congo)

## Sự nghiệp
Suốt 20 năm qua, Isabel dos Santos đã kinh qua nhiều vị trí quản lý trong một số công ty niêm yết trên thị trường chứng khoán châu Âu. Isabel dos Santos trở về từ Luân Đôn đầu những năm 1990 và quản lí dự án Urbana 2000, một dự án giúp làm sạch môi trường thành phố. Năm 1997, bà mở Miami Beach Club, hộp đêm đầu tiên ở Luanda. Trong vòng 20 năm, bà mở rộng hoạt động kinh doanh, đầu tư vào nhiều doanh nghiệp ở Bồ Đào Nha và một vài doanh nghiệp ở Angola. Tháng Sáu năm 2016, Bà được bổ nhiệm làm chủ tịch của Tập đoàn dầu khí quốc doanh Sonangol của Angola. 

### Đầu tư ở Bồ Đào Nha
Kể từ năm 2008, bà đầu từ vào các lĩnh vực viễn thông, truyền thông, bán lẻ, tài chính và năng lượng, cả ở Angola và Bồ Đào Nha. Ngoài ra, Isabel dos Santos cũng sở hữu cổ phần trong công ty xi măng Nova Cimangola. Jadeium, một công ty thuộc sở hữu của Isabel dos Santos, mua lại 4.918% của ZON Multimedia từ tập toàn Tây Ban Nha Telefonica.

### Đầu tư ở Angola
Với 51% cổ phần của Condis, Isabel dos Santos đã ký một quan hệ đối tác với tập đoàn Sonae của Bồ Đào Nha, hoạt động trong lĩnh vực bán lẻ, siêu thị ở Angola.

### Tập trung vào viễn thông
Bà hợp tác với Portugal Telecom sáng lập ra Unitel. Thông qua Unitel, bà mua lại nhà mạng T+, trở thành nhà mạng thứ hai ở Cộng hòa São Tomé và Príncipe. Isabel dos Santos công bố trong một chuyến thăm São Tomé và Príncipe rằng, Unitel cam kết đầu tư và tạo việc làm, cung cấp giáo dục để đào tạo kỹ sư, quản lý và kỹ thuật cho đảo quốc Tây Phi này.
Năm 2015, Isabel dos Santos sở hữu một phần hãng truyền hình vệ tinh ZAP, là công ty độc quyền phân phối Forbes ở một số của các nước nói tiếng Bồ Đào Nha, cụ thể là Bồ Đào Nha, Angola và Mozambique.